# Food Yellow 7
C.I. Food Yellow 7 ist ein gelber Azofarbstoff aus der Gruppe der Säurefarbstoffe, der als Lebensmittelfarbstoff verwendet wurde.

## Herstellung
Food Yellow 7 wird durch Diazotierung von 3-Aminobenzolsulfonsäure mit Natriumnitrit und Kupplung des Diazoniumsalzes auf 3-Aminonaphthalin-2,7-disulfosäure synthetisiert.

## Verwendung
Food Yellow 7 war nach der 1959 erlassenen Farbstoff-Verordnung unter der Bezeichnung „Gelb 5: 1-Aminobenzol-3-sulfosäure→2-Aminonaphthalin-3,6-disulfosäure (Natriumsalz)“ als Lebensmittelfarbstoff erlaubt. In der Neufassung der Verordnung vom 20. Januar 1966 wurde der Farbstoff nicht mehr als zugelassener Lebensmittelfarbstoff gelistet.